# Guni (Dagestan)
Guni (ros. Гуни) – wieś w Rosji, w Dagestanie, w rejonie kazbiekowskim. W 2010 liczyła 3101 mieszkańców, głównie Awarów.